# 古川雅司
古川 雅司（ふるかわ まさし、1935年12月12日 -  ）は、日本の政治家。元公明党衆議院議員（5期）。

## 経歴
広島県出身。1961年山形大学工学部電気工学科卒。三菱レイヨン（株）に勤務した後、大竹市議、広島市議を務める。1969年の第32回衆議院議員総選挙に広島3区から公明党公認で立候補して当選し、以来5期務めた。1990年の第39回衆議院議員総選挙で落選し、政界を引退した。